# Jaceidín
Jaceidin es un flavonol O-metilado que se puede encontrar en Chamomilla recutita, en Centaurea jacea y puede ser sintetizado.

## Glucósidos
- Jacein